# Fevzi Davletov
Fevzi Davletov (ur. 20 września 1972 w Taszkencie) – piłkarz uzbecki grający na pozycji obrońcy. W swojej karierze rozegrał 49 meczów i strzelił 3 gole w reprezentacji Uzbekistanu.

## Kariera klubowa
Swoją karierę piłkarską Davletov rozpoczął w klubie Navbahor Namangan. Zadebiutował w nim w 1990 roku. Na początku 1993 roku odszedł do MHSK Taszkent. W 1995 roku wywalczył wicemistrzostwo Uzbekistanu, a w 1997 został z nim mistrzem kraju.
W 1998 roku Davletov wyjechał do Rosji. Tam grał najpierw w Rubinie Kazań, a następnie w Awtomobiliście Nogińsk. W 1999 roku wrócił do ojczyzny i został zawodnikiem Doʻstliku Yangibozor. W tym samym roku został wypożyczony do Belasicy Petricz. W 1999 i 2000 roku został z Doʻstlikiem mistrzem kraju.
Latem 2002 roku Davletov trafił do kazachskiego Irtyszu Pawłodar. W latach 2002 i 2003 wywalczył dwa mistrzostwa Kazachstanu, a w 2004 roku - wicemistrzostwo. W 2005 roku grał w Żetysu Tałdykorgan, a w 2006 roku w Tobyle Kostanaj. Pierwszą połowę 2007 roku spędził w Qizilqum Zarafshon, a w drugiej został zawodnikiem Megasportu Ałmaty. W 2008 roku zakończył w nim swoją karierę.
| Sezon   | Klub                 | Kraj       | Rozgrywki        | Mecze | Bramki |
| ------- | -------------------- | ---------- | ---------------- | ----- | ------ |
| 1990    | Navbahor Namangan    | ZSRR       | Wtoraja liga     | 16    | 0      |
| 1991    | Navbahor Namangan    | ZSRR       | Pierwaja liga    | 16    | 1      |
| 1992    | Navbahor Namangan    | Uzbekistan | Oliy Liga        | 24    | 1      |
| 1993    | MHSK Taszkent        | Uzbekistan | Oliy Liga        | 21    | 2      |
| 1994    | MHSK Taszkent        | Uzbekistan | Oliy Liga        | ?     | ?      |
| 1995    | MHSK Taszkent        | Uzbekistan | Oliy Liga        | 27    | 3      |
| 1996    | MHSK Taszkent        | Uzbekistan | Oliy Liga        | 22    | 4      |
| 1997    | MHSK Taszkent        | Uzbekistan | Oliy Liga        | 31    | 9      |
| 1998    | Rubin Kazań          | Rosja      | Pierwyj diwizion | 11    | 0      |
| 1998    | Awtomobilist Nogińsk | Rosja      | Wtoroj diwizion  | 9     | 0      |
| 1999    | Doʻstlik Yangibozor  | Uzbekistan | Oliy Liga        | ?     | ?      |
| 1999/00 | Belasica Petricz     | Bułgaria   | A PFG            | 12    | 0      |
| 2000    | Doʻstlik Yangibozor  | Uzbekistan | Oliy Liga        | 15    | 4      |
| 2001    | Doʻstlik Yangibozor  | Uzbekistan | Oliy Liga        | 18    | 4      |
| 2002    | Irtysz Pawłodar      | Kazachstan | Priemjer-Liga    | 29    | 1      |
| 2003    | Irtysz Pawłodar      | Kazachstan | Priemjer-Liga    | 26    | 1      |
| 2004    | Irtysz Pawłodar      | Kazachstan | Priemjer-Liga    | 32    | 0      |
| 2005    | Żetysu Tałdykorgan   | Kazachstan | Priemjer-Liga    | 24    | 0      |
| 2006    | Tobył Kostanaj       | Kazachstan | Priemjer-Liga    | 24    | 0      |
| 2007    | Qizilqum Zarafshon   | Uzbekistan | Oliy Liga        | 12    | 1      |
| 2007    | Megasport Ałmaty     | Kazachstan | Priemjer-Liga    | 12    | 1      |
| 2008    | Megasport Ałmaty     | Kazachstan | Priemjer-Liga    | 24    | 0      |

## Kariera reprezentacyjna
W reprezentacji Uzbekistanu Davletov zadebiutował 11 kwietnia 1994 roku w wygranym 4:0 meczu Turnieju Taszkenckiego z Turkmenistanem. W 1996 roku rozegrał dwa mecze w Pucharze Azji 1996: z Chinami (2:0) i z Japonią (0:4).
W 2000 roku Davletov został powołany do kadry Uzbekistanu na Puchar Azji 2000. Na nim wystąpił w jednym meczu, przegranym 1:8 z Japonią. Od 1994 do 2005 roku rozegrał w kadrze narodowej 49 meczów i zdobył w nich 3 gole.